# Megacephalacris pugnax
Megacephalacris pugnax är en insektsart som först beskrevs av Gerstaecker 1873.  Megacephalacris pugnax ingår i släktet Megacephalacris och familjen Romaleidae.

## Underarter
Arten delas in i följande underarter:
- M. p. cordobae
- M. p. pugnax